# Social-démocratie (Danemark)
Pour les articles homonymes, voir Parti social-démocrate.
Social-démocratie (en danois : Socialdemokratiet) est un parti politique danois de centre gauche, fondé en 1871 (c’est un des plus anciens partis européens) sous le nom d'Association internationale des travailleurs du Danemark (en danois : Den Internationale Arbejderforening for Danmark). Entre 2002 et 2016, il porte le nom de Sociaux-démocrates (en danois : Socialdemokraterne).
Il est membre du Parti socialiste européen et de l’Internationale socialiste. À la tête de deux  gouvernements danois depuis 2019, le parti engage un renversement d'alliance[Quoi ?] au profit d'une coalition avec les Modérés et Venstre en 2022 autour de la Première ministre et présidente de Social-démocratie, Mette Frederiksen.

## Histoire
Ils obtiennent 867 350 voix lors des élections au Folketing du 8 février 2005 (25,8 % des voix, 47 députés), soit un de leurs plus mauvais scores depuis la Seconde Guerre mondiale. À la suite de cet échec, un congrès extraordinaire a été convoqué pour le 12 mars 2005, amenant Helle Thorning-Schmidt à prendre la direction du parti en avril 2005. Lors des élections législatives anticipées de 2007, les sociaux-démocrates obtiennent un score encore plus mauvais qu’en 2005, avec 25,5 % des suffrages exprimés, alors même que la gauche, sans remporter le scrutin, a progressé dans son ensemble (en grande partie grâce à la percée des post-communistes du Parti populaire socialiste) et que les libéraux d’Anders Fogh Rasmussen enregistrent un recul important, devançant les sociaux-démocrates d’un siège pourvu au Folketing.
Lors des élections législatives danoises de 2011, malgré un léger recul en voix et en sièges (− 1), les Sociaux-démocrates remportent les élections à la tête de la « coalition rouge » qui compte 89 députés. Son leader va donc devenir Premier ministre après dix ans de pouvoir à la droite.
Sa lettre-symbole est le A et son logo représente une rose rouge, à l’image des socialistes français.
Le parti dispose d’environ 55 000 adhérents[Quand ?].

## Idéologie
Le parti se positionne contre l'immigration,,.

## Dirigeants
- Louis Pio  (1871-1872)
- Carl Würtz  (1872-1873)
- Ernst Wilhelm Klein  (1874-1875)
- Louis Pio  (1875-1877)
- Christen Hørdum  (1877)
- Adolf Charles Meyer  (1878)
- Saxo W. Wiegell  (1878-1879)
- Christen Hørdum  (1880-1882)
- Peter Knudsen  (1882-1910)
- Thorvald Stauning  (1910-1939)
- Hans Hedtoft  (1939-1941)
- Alsing Andersen  (1941-1945)
- Hans Hedtoft  (1945-1955)
- Hans Christian Hansen  (1955-1960)
- Viggo Kampmann  (1960-1962)
- Jens Otto Krag  (1962-1972)
- Anker Jørgensen  (1972-1987)
- Svend Auken  (1987-1992)
- Poul Nyrup Rasmussen  (1992-2002)
- Mogens Lykketoft  (2002-2005)
- Helle Thorning-Schmidt (2005-2015)
- Mette Frederiksen (depuis 2015)

## Résultats électoraux

### Élections parlementaires
| Année   | Voix      | %    | Mandats  | Rang | Gouvernement                                                    |
| ------- | --------- | ---- | -------- | ---- | --------------------------------------------------------------- |
| 1884    | 7 000     | 4,9  | 2 / 102  |      |                                                                 |
| 1887    | 8 000     | 3,5  | 1 / 102  |      |                                                                 |
| 1890    | 17 000    | 7,3  | 3 / 102  |      |                                                                 |
| 1892    | 20 000    | 8,9  | 2 / 102  |      |                                                                 |
| 1895    | 24 510    | 11,3 | 8 / 114  |      |                                                                 |
| 1898    | 31 870    | 14,2 | 12 / 114 |      |                                                                 |
| 1901    | 38 398    | 17,8 | 14 / 114 |      |                                                                 |
| 1903    | 48 117    | 21,0 | 16 / 114 |      |                                                                 |
| 1906    | 76 612    | 25,4 | 24 / 114 |      |                                                                 |
| 1909    | 93 079    | 29,0 | 24 / 114 |      |                                                                 |
| 1910    | 98 718    | 28,3 | 24 / 114 |      |                                                                 |
| 1913    | 107 365   | 29,6 | 32 / 114 |      |                                                                 |
| 1915    |           |      | 32 / 114 |      |                                                                 |
| 1918    | 262 796   | 28,7 | 39 / 140 |      |                                                                 |
| 04/1920 | 300 345   | 29,2 | 42 / 140 |      |                                                                 |
| 07/1920 | 285 166   | 29,8 | 42 / 140 |      |                                                                 |
| 09/1920 | 389 653   | 32,2 | 48 / 149 |      |                                                                 |
| 1924    | 469 949   | 36,6 | 55 / 149 | 1er  |                                                                 |
| 1926    | 497 106   | 37,2 | 53 / 149 | 1er  |                                                                 |
| 1929    | 593 191   | 41,8 | 61 / 149 | 1er  |                                                                 |
| 1932    | 660 839   | 42,7 | 62 / 149 | 1er  |                                                                 |
| 1935    | 759 102   | 46,4 | 68 / 149 | 1er  |                                                                 |
| 1939    | 729 619   | 42,9 | 64 / 149 | 1er  |                                                                 |
| 1943    | 894 632   | 44,5 | 66 / 149 | 1er  |                                                                 |
| 1945    | 671 755   | 32,8 | 48 / 149 | 1er  |                                                                 |
| 1947    | 836 231   | 41,2 | 57 / 150 | 1er  |                                                                 |
| 1950    | 813 224   | 39,6 | 59 / 151 | 1er  |                                                                 |
| 04/1953 | 836 507   | 40,4 | 61 / 151 | 1er  |                                                                 |
| 09/1953 | 894 913   | 41,3 | 74 / 179 | 1er  | Hans Hedtoft III (1953-1955) et H. C. Hansen I (1955-1957)      |
| 1957    | 910 170   | 39,4 | 70 / 179 | 1er  | H. C. Hansen II (1957-1960) et Viggo Kampmann I (1960)          |
| 1960    | 1 023 794 | 42,1 | 76 / 179 | 1er  | Viggo Kampmann II (1960-1962) et Jens Otto Krag I (1962-1964)   |
| 1964    | 1 103 667 | 41,9 | 76 / 179 | 1er  | Jens Otto Krag II                                               |
| 1966    | 1 068 911 | 38,2 | 69 / 179 | 1er  | Jens Otto Krag II                                               |
| 1968    | 974 833   | 34,2 | 62 / 179 | 1er  | Opposition                                                      |
| 1971    | 1 074 777 | 37,3 | 70 / 179 | 1er  | Jens Otto Krag III (1971-1972) et Anker Jørgensen I (1972-1975) |
| 1973    | 783 145   | 25,6 | 46 / 179 | 1er  | Opposition                                                      |
| 1975    | 913 155   | 29,9 | 53 / 179 | 1er  | Anker Jørgensen II                                              |
| 1977    | 1 150 335 | 37,0 | 65 / 179 | 1er  | Anker Jørgensen III                                             |
| 1979    | 1 213 456 | 38,3 | 68 / 179 | 1er  | Anker Jørgensen IV                                              |
| 1981    | 1 026 726 | 32,9 | 59 / 179 | 1er  | Anker Jørgensen V (1981-1982), opposition (1982-1984)           |
| 1984    | 1 062 561 | 31,6 | 56 / 179 | 1er  | Opposition                                                      |
| 1987    | 985 906   | 29,3 | 54 / 179 | 1er  | Opposition                                                      |
| 1988    | 992 682   | 29,8 | 55 / 179 | 1er  | Opposition                                                      |
| 1990    | 1 211 121 | 37,4 | 69 / 179 | 1er  | Opposition (1990-1993), Poul Nyrup Rasmussen I (1993-1994)      |
| 1994    | 1 150 048 | 34,6 | 62 / 179 | 1er  | Poul Nyrup Rasmussen II (1994-1996) et III (1996-1998)          |
| 1998    | 1 223 620 | 35,9 | 63 / 179 | 1er  | Poul Nyrup Rasmussen IV                                         |
| 2001    | 1 003 323 | 29,1 | 52 / 179 | 2e   | Opposition                                                      |
| 2005    | 867 350   | 25,8 | 47 / 179 | 2e   | Opposition                                                      |
| 2007    | 881 869   | 25,5 | 44 / 179 | 2e   | Opposition                                                      |
| 2011    | 881 534   | 24,9 | 44 / 179 | 2e   | Helle Thorning-Schmidt I (2011-2014) et II (2014-2015)          |
| 2015    | 925 288   | 26,3 | 47 / 179 | 1er  | Opposition                                                      |
| 2019    | 915 393   | 25,9 | 48 / 179 | 1er  | Frederiksen I                                                   |
| 2022    | 971 995   | 27,5 | 50 / 179 | 1er  | Frederiksen II                                                  |

### Élections européennes
| Année | Voix    | %     | Rang | Sièges |
| ----- | ------- | ----- | ---- | ------ |
| 1979  | 382 487 | 21,9  | 1er  | 3 / 16 |
| 1984  | 387 098 | 19,4  | 3e   | 3 / 16 |
| 1989  | 417 076 | 23,3  | 1er  | 4 / 16 |
| 1994  | 329 202 | 15,8  | 3e   | 3 / 16 |
| 1999  | 324 256 | 16,5  | 2e   | 3 / 16 |
| 2004  | 618 412 | 32,6  | 1er  | 5 / 14 |
| 2009  | 503 982 | 21,5  | 1er  | 4 / 13 |
| 2014  | 435 245 | 19,1  | 2e   | 3 / 13 |
| 2019  | 592 645 | 21,48 | 2e   | 3 / 14 |
| 2024  | 381 125 | 15,57 | 2e   | 3 / 15 |

## Premiers ministres issus de ce parti (depuis 1953)
- 30 septembre 1953 - 1er février 1955 : Gouvernement de Hans Hedtoft (Parti social-démocrate)
- 1er février 1955 – 28 mai 1957 : 21 février 1960 : Gouvernement de H.C. Hansen (Parti Social-Démocrate)
- 28 mai 1957 - : Gouvernement de H.C. Hansen II (Parti Social-Démocrate, Parti Danois Social-Libéral “Radical-Venstre” Party and leDanish Single-Tax “Retsforbund” Party)
- 21 février 1960 - 18 novembre 1960 : Gouvernement de Viggo Kampmann I (Parti Social-Démocrate, Parti Danois Social-Libéral et le Danish Single-Tax Party)
- 18 novembre 1960 - 3 septembre 1962 : Gouvernement de Viggo Kampmann II (Parti Social-Démocrate and the Danish Social-Liberal Party)
- 3 septembre 1962 - 26 septembre 1964 : Gouvernement de Jens Otto Krag I (Parti Social-Démocrate et le Parti Danois Social-Libéral)
- 26 septembre 1964 - 2 février 1968 : Gouvernement de Jens Otto Krag II (Parti Social-Démocrate)
- 11 octobre 1971 - 5 octobre 1972 : Gouvernement de Jens Otto Krag III (Parti Social-Démocrate)
- 5 octobre 1972 - 19 décembre 1973 : Gouvernement de Anker Jørgensen I (Parti Social-Démocrate)
- 13 février 1975 - 30 août 1978 : Gouvernement de Anker Jørgensen II (Parti Social-Démocrate)
- 30 août 1978 - 26 octobre 1979 : Gouvernement de Anker Jørgensen III (Parti Social-Démocrate  et le Parti Danois Social-Libéral)
- 26 octobre 1979 - 30 décembre 1981 : Gouvernement de Anker Jørgensen IV (Parti Social-Démocrate)
- 30 décembre 1981 - 10 septembre 1982 : Gouvernement de Anker Jørgensen V (Parti Social-Démocrate)
- 25 janvier 1993 - 27 septembre 1994 : Gouvernement de Poul Nyrup Rasmussen I (Parti Social-Démocrate, Centre Démocrate, Parti Danois Social-Libéral et le Parti Chrétien Populaire)
- 27 septembre 1994 - 30 décembre 1996 : Gouvernement de Poul Nyrup Rasmussen II (Parti Social-Démocrate, Parti Danois Social-Libéral et le Centre Démocrate)
- 30 décembre 1996 - 23 mars 1998 : Gouvernement de Poul Nyrup Rasmussen III (Parti Social-Démocrate et le Parti danois social-libéral)
- 23 mars 1998 - 27 novembre 2001 : Gouvernement de Poul Nyrup Rasmussen IV (Parti Social-Démocrate, Parti Danois Social-Libéral)
- 2 octobre 2011 - 3 février 2014 : Gouvernement de Helle Thorning-Schmidt I (Parti Social-Démocrate, Parti Danois Social-Libéral, Parti Populaire Socialiste)
- 3 février 2014 - 28 juin 2015 : Gouvernement de Helle Thorning-Schmidt II (Parti Social-Démocrate, Parti Danois Social-Libéral)
- depuis le 27 juin 2019 : Gouvernement de Mette Frederiksen (Parti Social-Démocrate)